# Бен Ејвон (Пенсилванија)
Бен Ејвон (енгл. Ben Avon) град је у америчкој савезној држави Пенсилванија.

## Демографија
По попису из 2010. године број становника је 1.781, што је 136 (-7,1%) становника мање него 2000. године.
| Група             | 2000.         | 2010.         |
| Белци             | 1.830 (95,5%) | 1.656 (93,0%) |
| Афроамериканци    | 47 (2,5%)     | 65 (3,6%)     |
| Азијати           | 5 (0,3%)      | 15 (0,8%)     |
| Хиспаноамериканци | 9 (0,5%)      | 19 (1,1%)     |
| Укупно            | 1.917         | 1.781         |